# Liste von Brunnen in Rom

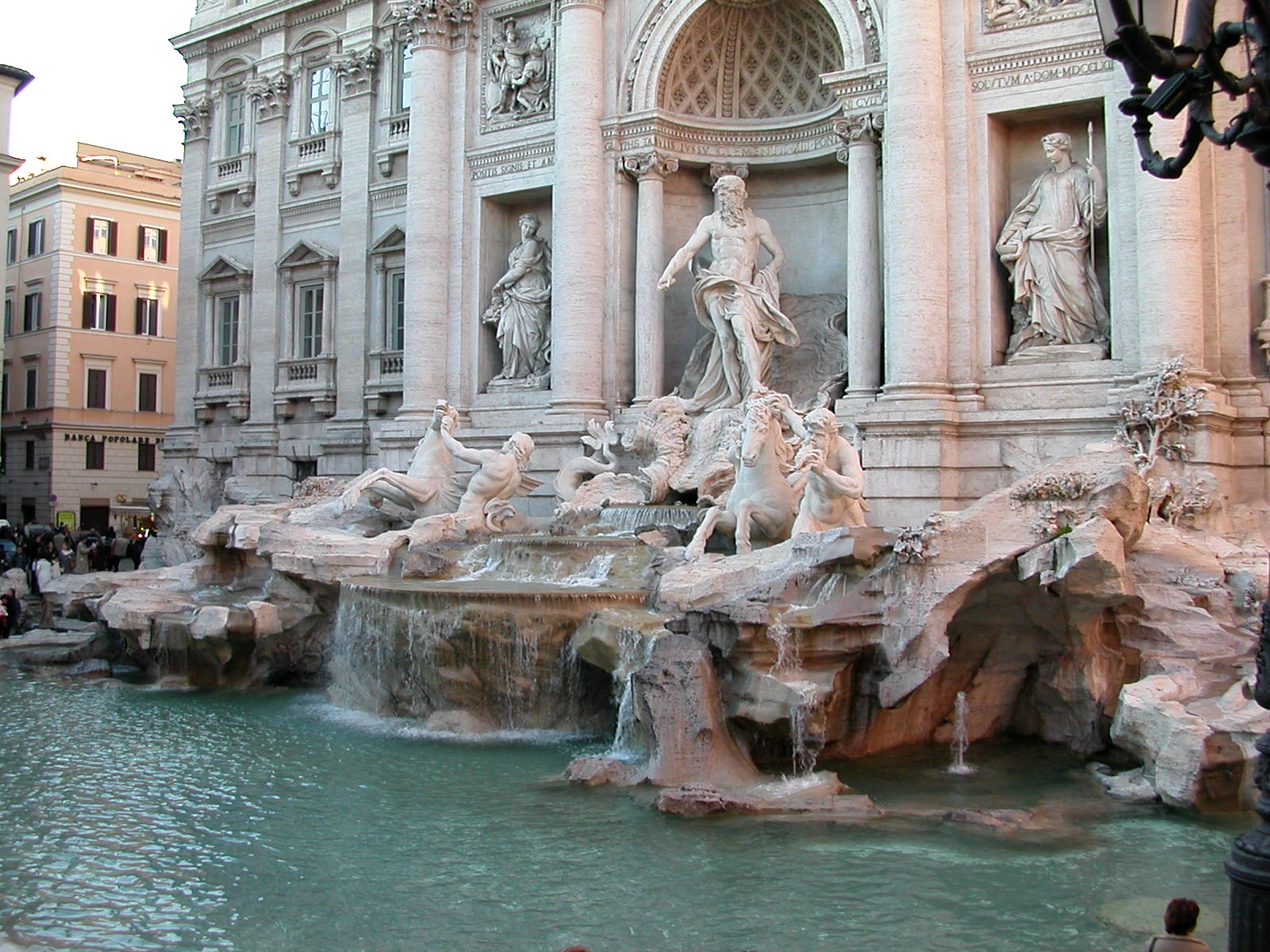
Trevi-Brunnen (1732–1762)

Die Liste von Brunnen in Rom fasst die kulturhistorisch wichtigsten Brunnen der italienischen Hauptstadt Rom in einer bebilderten Tabelle zusammen. Aufgeführt sind der italienische und der deutsche Name, der Standort, das Datum der Entstehung und der Bildhauer oder Architekt. Der Auflistung heutiger Brunnen im öffentlichen Raum geht ein historischer Abriss voraus.

## Geschichte

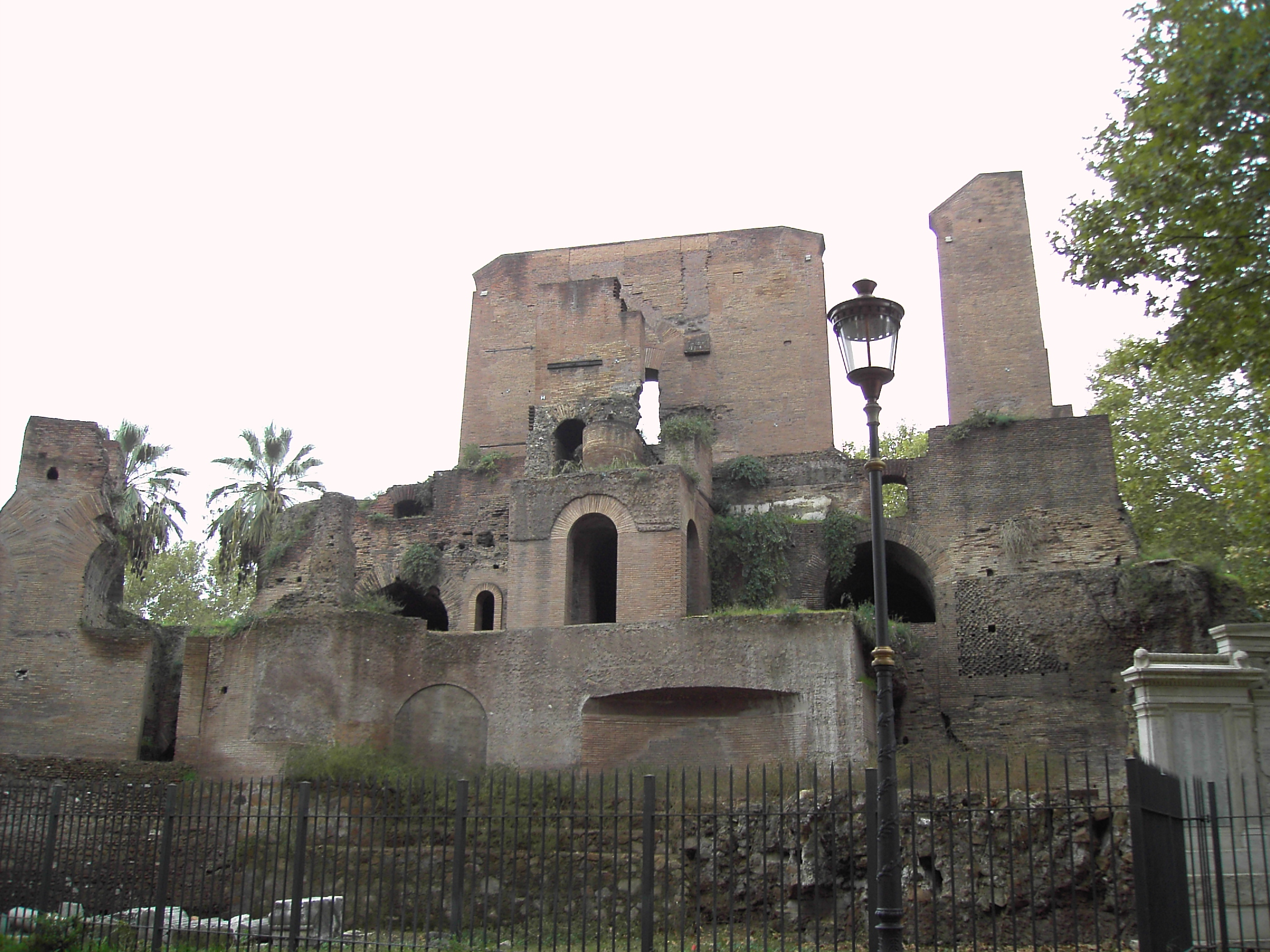
Nymphäum Trofei di Mario an der Piazza Vittorio Emanuele II

Als die Wasserversorgung im Römischen Reich aus natürlichen Quellen für die wachsende Bevölkerung nicht mehr ausreichte, begann der Bau der Aquädukte, die den Wassertransport durch ober- oder unterirdische Leitungen aus Quellen, Bächen und Seen außerhalb der Stadt nach Rom ermöglichten. Jeder Aquädukt endete an einer Mostra (ursprünglich ein Nymphäum), einem großen Schaubrunnen, von dem das Wasser in die verschiedenen Bezirke der Stadt verteilt wurde. Bevor das Weströmische Reich im 5. Jahrhundert durch innere Machtkämpfe und die Invasionen der Goten und Hunnen dem Untergang entgegenging, zählte Rom mehr als 1200 Brunnen.
Im Mittelalter waren von den ursprünglich elf nur noch vier oder fünf Aquädukte erhalten. Die Unterbrechung der Wasserversorgung durch die Zerstörung wurde durch Überschwemmungen, Erdbeben und den Verlust von Know-how verschärft. Viele Badehäuser der Stadt verschwanden, die Zahl der Brunnen reduzierte sich auf etwa 100. Die Zunahme der Pilger ab dem 15. Jahrhundert führte zum erneuten Wachstum der Bevölkerung – und damit dem Wunsch nach einer verbesserten Wasserversorgung. Eine Maßnahme war die Reparatur der Aquädukte, eine andere die Reaktivierung bestehender sowie Errichtung neuer Brunnen. In der Renaissance erlebte der Brunnenbau eine Blütezeit wie die Malerei und Bildhauerei. Der Großteil der über 2000 Brunnen Roms entstand in dem halben Jahrtausend zwischen 1453 und 1949. Seither gelangt das Wasser über sechs Aquädukte in die ewige Stadt. Ihre Mostre stellen die päpstliche oder weltliche Macht zur Schau.
Im Folgenden sind die modernen Namen, in Klammern die antiken Namen und nach dem Gedankenstrich die Mostre angegeben:
- Acqua Vergine (Aqua Virgo) – Fontana di Trevi
- Acqua Felice (Aqua Alexandrina) – Fontana del Mosè oder Fontana dell’Acqua  Felice
- Acqua Paola (Aqua Traiana) – Fontana Paola oder Fontana dell’Acqua Paola oder Fontana del Paolo V
- Acqua Pia Antica Marcia (Aqua Marcia) – Fontana delle Naiadi
- Acqua Vergine Nuova – Fontana del Nettuno oder Fontana del Pincio
- Acquedotto del Peschiera – Fontana del Peschiera oder Fontana di Piazzale degli Eroi

## Gegenwart
Jahrelange Recherchen führten 2002 zur Dokumentation von 2000 Brunnen. In einem 928 Seiten umfassenden Werk sind laut Verfasser alle öffentlich zugänglichen Objekte bildlich und textlich festgehalten. Viele der bedeutendsten Brunnen Roms wurden mit der Förderung und unter Schirmherrschaft des amtierenden Papstes erbaut. Andere wurden entweder vom „Senat und Volk von Rom“ (S.P.Q.R.), der Stadt Rom oder von privaten Mäzenen finanziert. Ihre Schöpfer sind oft bedeutende Künstler, aber auch unbekannte Bildhauer und Designer. Entsprechend vielfältig ist die Gestaltung, mal fantasievoll bis skurril, mal schlicht bis elegant. Die meisten Brunnen bestehen aus naturbelassenen Materialien wie Marmor, Travertin, Messing oder Eisen; Farben sind die Ausnahme. Die Beckenformen reichen von kreisförmig oder halbkreisförmig bis zu dreieckig, sechseckig und achteckig. Zumeist fließt, strömt oder spritzt das Wasser aus dem Mund einer mythologischen, menschlichen oder tierischen Skulptur. Nicht selten tragen die Kreationen Inschriften oder das Wappen ihres Geldgebers.

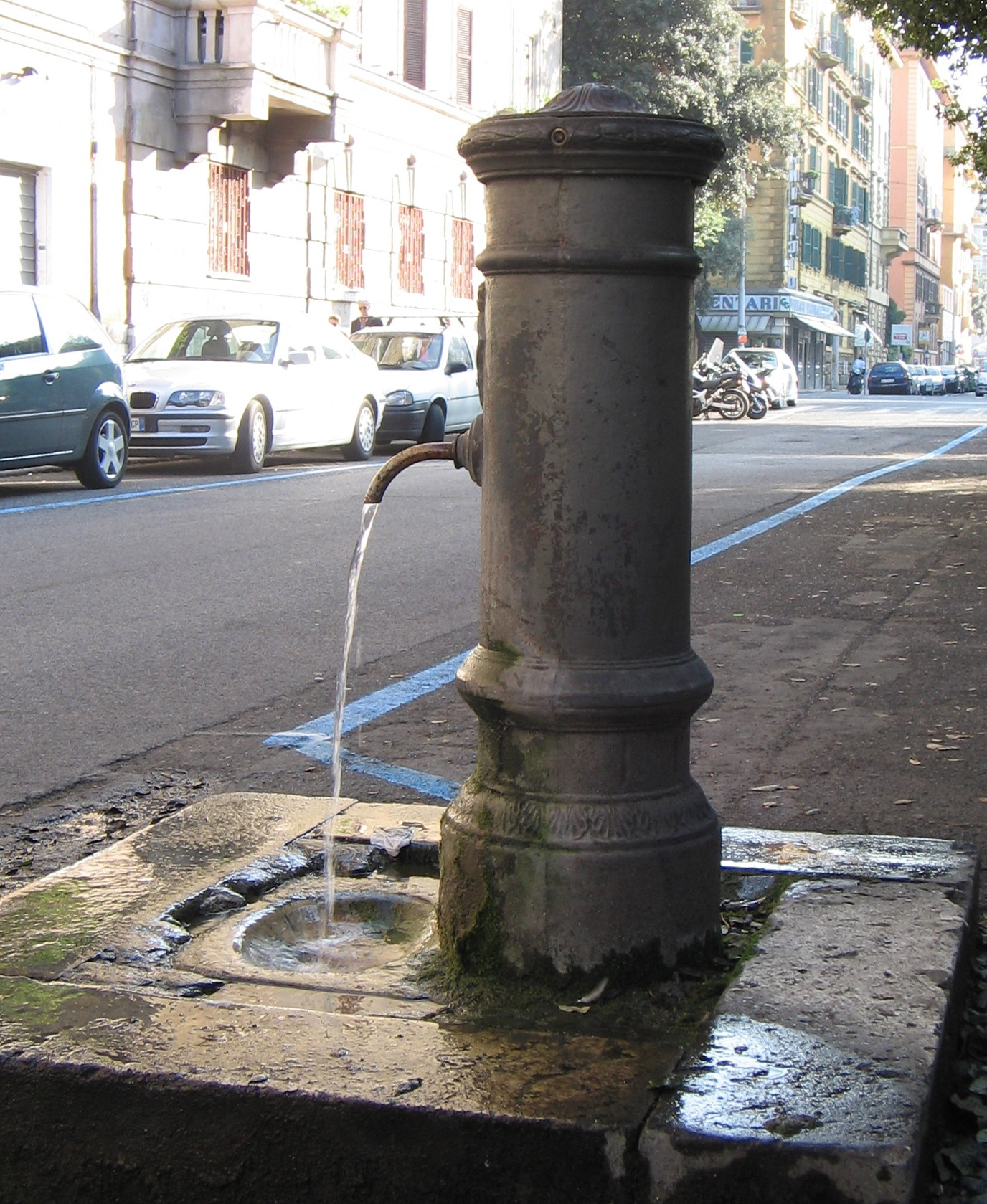
Nasone-Standmodell

Von den Brunnen abzugrenzen sind die etwa 2500 in der Stadt anzutreffenden Nasoni (nasone = italienisch „große Nase“). Hierbei handelt es sich um kleine eiserne Trinkbrunnen mit nach unten gebogenen Armaturen, aus denen permanent Trinkwasser läuft. Über ein Auffangbecken gelangt das Wasser zurück in den Kreislauf. Seltener sind in einem Mauerwerk integrierte Nasoni mit einer aus der Wand herausragenden Trinkarmatur.

## Liste von Brunnen in Rom
| Bild | Name                                        | Deutscher Name                        | Standort                                         | Datum       | Künstler                              |
|      | Fontana delle Api                           | Bienenbrunnen                         | Piazza Barberini                                 | 1644        | Gian Lorenzo Bernini                  |
|      | Fontana della Barcaccia                     | Barkassenbrunnen                      | Piazza di Spagna                                 | 1627–1629   | Pietro Bernini                        |
|      | Fontana dei Dioscuri                        | Dioskurenbrunnen                      | Piazza del Quirinale                             | 1589/ 1818  | Giacomo della Porta                   |
|      | Fontana del Marforio                        | Marforio                              | Kapitolsplatz                                    | 1588/ 1594  | G. della Porta/ Michelangelo          |
|      | Fontana del Mascherone                      | Maskenbrunnen                         | Via Giulia                                       | 1626        | Girolamo Rainaldi                     |
|      | Fontana del Moro                            | Mohrenbrunnen                         | Piazza Navona                                    | 1575/ 1655  | G. della Porta/ G.L. Bernini          |
|      | Fontana del Mosè                            | Mosesbrunnen                          | Piazza San Bernardo                              | 1585–1587   | Domenico Fontana u. a.                |
|      | Fontana delle Naiadi                        | Najadenbrunnen                        | Piazza della Repubblica                          | 1901        | Mario Rutelli                         |
|      | Fontana del Nettuno                         | Neptunbrunnen                         | Piazza Navona                                    | 1574 (1873) | Giacomo della Porta                   |
|      | Fontana del Nettuno                         | Neptunbrunnen (Pincio)                | Piazza del Popolo                                | 1822–1823   | Giuseppe Valadier/ Giovanni Ceccarini |
|      | Obelisco Flaminio                           | Flaminischer Obelisk mit 4 Löwen      | Piazza del Popolo                                | 1823        | Giuseppe Valadier                     |
|      | Fontana del Pantheon                        | Pantheon-Brunnen                      | Piazza della Rotonda                             | 1575 – 1576 | G. della Porta/ Leonardo Sormani      |
|      | Fontana Paola                               | Fontana Paola                         | Via Garibaldi                                    | 1610–1612   | Flaminio Ponzio/ Giovanni Fontana     |
|      | Fontana del Peschiera                       | Peschiera-Brunnen                     | Piazzale degli Eroi                              | 1949        | o.A.                                  |
|      | Fontana di Piazza Colonna                   | Brunnen auf der Piazza Colonna        | Piazza Colonna                                   | 1575 – 1577 | G. della Porta/ Rocco Rossi           |
|      | Fontane di Piazza San Pietro                | Zwillingsbrunnen auf dem Petersplatz  | Piazza San Pietro                                | 1614/ 1677  | Carlo Maderno/ G.L. Bernini           |
|      | Fontana di Piazza Santa Maria in Trastevere | Brunnen vor Santa Maria in Trastevere | Piazza Santa Maria in Trastevere                 | 1496–1501   | Donato Bramante u. a.                 |
|      | Fontana dei Quattro Fiumi                   | Vierströmebrunnen                     | Piazza Navona                                    | 1648–1651   | Gian Lorenzo Bernini                  |
|      | Le Quattro Fontane                          | Die Vier Brunnen                      | Kreuzung Via Quirinale/Via delle Quattro Fontane | 1588        | Domenico Fontana/ Pietro da Cortona   |
|      | Fontana delle Tartarughe                    | Schildkrötenbrunnen                   | Piazza Mattei                                    | 1580–1588   | Giacomo della Porta u. a.             |
|      | Fontana della Terrina                       | Terrinenbrunnen                       | Piazza della Chiesa Nuova                        | 1590/ 1899  | Giacomo della Porta                   |
|      | Fontana di Trevi                            | Trevibrunnen                          | Piazza di Trevi                                  | 1732–1762   | Nicola Salvi                          |
|      | Fontana del Tritone                         | Tritonenbrunnen                       | Piazza Barberini                                 | 1642–1643   | Gian Lorenzo Bernini                  |
|      | Fontana dei Tritoni                         | Tritonenbrunnen                       | Piazza Bocca della Verità                        | 1715        | Carlo Francesco Bizzaccheri           |
|      | Fontana del Trullo                          | Trullo-Brunnen                        | Piazza Nicosia                                   | 1572        | Giacomo della Porta                   |